# Assé-le-Boisne
Assé-le-Boisne település Franciaországban, Sarthe megyében. Lakosainak száma 898 fő (2022. január 1.). Assé-le-Boisne Moulins-le-Carbonnel, Saint-Victeur, Sougé-le-Ganelon, Douillet, Gesnes-le-Gandelin, Saint-Aubin-de-Locquenay, Saint-Léonard-des-Bois, Saint-Ouen-de-Mimbré és Fresnay-sur-Sarthe községekkel határos.

## Népesség
A település népességének változása:
| Lakosok száma | 918  | 915  | 937  | 913  | 909  | 906  | 902  | 900  | 898  |
|               | 2013 | 2015 | 2016 | 2017 | 2018 | 2019 | 2020 | 2021 | 2022 |